# Tonalpohualli

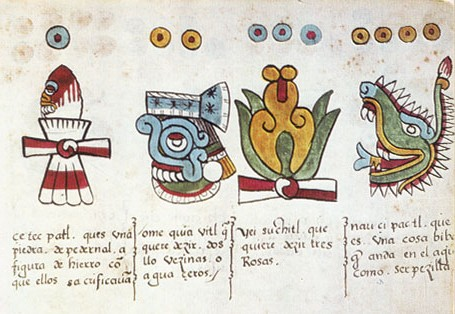
Pagina 11 (revers) din Codex Magliabechiano, ilustrând cele patru zile-simbol majore ale tonalpohualli – Cuțitul, Ploaia, Floarea și Aligatorul (cipactli), plus descrierile respective în spaniolă. A se remarca cât de asemănătoare sunt simbolurile zilei Ploaie și cea a zeului Tlaloc (zeul aztec al ploii și fertilității.

 Tonalpohualli , un cuvânt din Nahuatl însemnând "numărarea zilelor", este o perioadă sacră de 260 de zile (adesea denumită incorect "an"), utilizată în Mezoamerica precolumbiană, mai ales de către azteci.  Această perioadă calendaristică nu este nici solară, nici lunară, ci constă din 20 de perioade, numite trecena, fiecare constând din 13 zile și fiind  dedicată unei anumite zeități.
Datorită vechimii, probabil considerabile, a cuvântului tonalpohualli, originea sa este necunoscută.  Mai multe teorii au fost emise pentru a putea explica acest calendar, unic în împărțirea sa.  O teorie explică că acest calendar ar fi o reprezentare a ciclului planetei Venus.  O alta presupune că ar reprezenta perioada gestației umane sau numărul de zile când Soarele nu este acoperit la tropice între 20 august și 30 aprilie.  În sfârșit, alți specialiști susțin că nu este bazat pe nici un fel de fenomen natural, ci doar pe numerele întregi 13 și 20, ambele considerate numere importante în Mezoamerica.
Celălalt calendar aztec major, Xiuhpohualli, este un calendar solar, bazat pe 18 luni a 20 de zile.  Un xiuhpohualli a fost desemnat prin numele primei zile tonalpohualli.  Spre exemplu, Hernan Cortes s-a întâlnit pentru prima dată cu Moctezuma II în ziua a 8-a Vânt (Ehécatl) a anului întâi 1 Săgeată ( Ácatl) (sau 8 noiembrie 1519, conform calendarului iulian).
Calendarele xiuhpohualli și tonalpohualli coincid o dată la fiecare 52 de ani.  "Anul Iarbă" a fost al treisprezecelea din acel ciclu de 52 de ani.

## Semne ale zilelor
În calendarul aztec, sunt douăzeci de semne pentru zile.  În tabelul care urmează, s-au păstrat denumirile din Nahuatl și interpretările originale din limba spaniolă din codicele originar unde au fost notate, Codex Magliabechiano.
| Numele zilei  | Semnificație                             | Zeitate asociată                                   | Punct cardinal | Semn în Codicele Laud |
| ------------- | ---------------------------------------- | -------------------------------------------------- | -------------- | --------------------- |
| Cipactli      | Caimán - Caiman / Aligator / Crocodil    | Tonacatecuhtli Señor de Nuestro Sustento           | Este - est     |                       |
| Ehécatl       | Viento - Vânt                            | Quetzalcóatl Serpiente Emplumada - Șarpele cu pene | Norte - nord   |                       |
| Calli         | Casa - Casă                              | Tepeyóllotl Corazón de la Montaña                  | Oeste - vest   |                       |
| Cuetzpallin   | Lagartija - Coiot                        | Huehuecoyotl Viejísimo Coyote                      | Sur - sud      |                       |
| Cóatl         | Serpiente - Șarpe                        | Chalchiuhtlicue Señora de la Falda de Verde Jade   | Este - est     |                       |
| Miquiztli     | Calavera - Moarte                        | Tecciztecatl El del Caracol Marino                 | Norte - nord   |                       |
| Mázatl        | Venado - Cerb                            | Tlaloc El que Hace Brotar las Cosas                | Oeste - est    |                       |
| Tochtli       | Conejo - Iepure                          | Mayáhuel La de la Planta de Maguey                 | Sur - sud      |                       |
| Atl           | Agua - Apă                               | Xiuhtecuhtli Señor del Año                         | Este - est     |                       |
| Itzcuintli    | Perro - Câine                            | Mictlantecuhtli Señor de Mictlan                   | Norte - nord   |                       |
| Ozomatli      | Mono - Maimuță                           | Xochipilli Príncipe Flor                           | Oeste - est    |                       |
| Malinalli     | Hierba - Iarbă                           | Patécatl El de la Tierra de las Medicinas          | Sur - sud      |                       |
| Ácatl         | Caña - Săgeată                           | Tezcatlipoca Espejo Humeante                       | Este - est     |                       |
| Océlotl       | Ocelote - Jaguar                         | Tlazolteotl Devoradora de la Mugre                 | Norte - nord   |                       |
| Cuauhtli      | Águila - Acvilă                          | Xipe Tótec Nuestro Señor Desollado                 | Oeste - est    |                       |
| Cozcacuauhtli | Buitre - Vulture                         | Itzapapalótl Mariposa de Obsidiana                 | Sur - sud      |                       |
| Ollin         | Terremoto - Mișcare sau Cutremur         | Xólotl Doble                                       | Este - est     |                       |
| Técpatl       | Cuchillo de pedernal - Cremene sau Cuțit | Chalchiuhtotolin Tezcatlipoca encubierto           | Norte - nord   |                       |
| Quiáhuitl     | Lluvia - Ploaie                          | Chantico En la Casa                                | Oeste - est    |                       |
| Xóchitl       | Flor - Floare                            | Xochiquetzal Flor de la Rica Pluma                 | Sur - sud      |                       |

## Galerie a semnelor zilelor
A se remarca că simbolurile sunt aranjate în sens invers al acelor de ceasornic de-a lungul întregului an calendaristic, care acoperă un cerc complet.

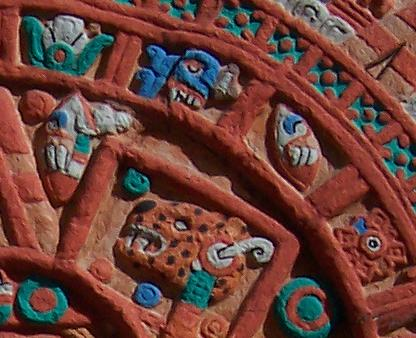
Floare, Ploaie, Crememe, Cutremur
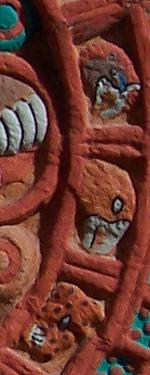
Vultur, Acvilă, Jaguar
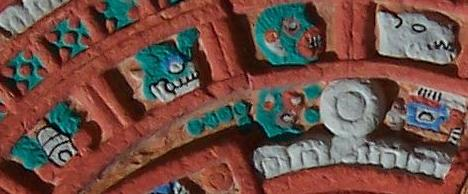
Săgeată, Iarbă, Maimuţă, Câine
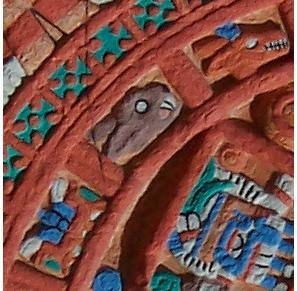
Apă, Iepure, Cerb
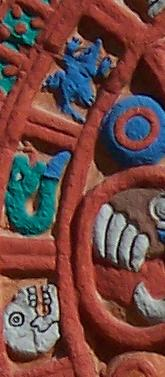
Moarte, Şarpe, Şopârlă
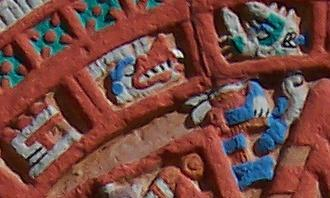
Casă, Vânt, Aligator